# Juliane Rasmussen
Pour les articles homonymes, voir Rasmussen.
Juliane Rasmussen, née le 17 février 1979 à Odder, est une rameuse danoise. 

## Palmarès

### Jeux olympiques
- 2012 à Londres,  Grande-Bretagne
  - 4e en deux de couple poids légers
- 2008 à Pékin,  Chine
  - 7e en deux de couple poids légers
- 2004 à Athènes,  Grèce
  - 10e en deux de couple poids légers

### Championnats du monde
- 2009 à Poznań,  Pologne
  -  médaille de bronze en skiff poids légers
- 2007 à Munich,  Allemagne
  -  médaille de bronze en deux de couple poids légers
- 2006 à Eton,  Royaume-Uni
  -  médaille d'argent en quatre de couple poids légers
- 2005 à Gifu,  Japon
  -  médaille d'argent en quatre de couple poids légers